# Jeditanács
A Jeditanács a Csillagok háborúja c. sci-fi eposzban szereplő szervezet.

## A Jedik
Az első Jedik a Régi Köztársaságban jelentek meg, körülbelül 25 000 évvel a nabooi csata előtt. Fokozatosan megtanulták a filozófiát, ami az Erő használatára vezet és hamarosan a népet szolgálták, mint a béke, a diplomácia és a jóakarat fenntartói. A rend fokozatosan növekedett, tagjai lehetett bárki, aki az Erő használatára képes volt, függetlenül attól, hogy miféle fajból származott.

## A tanács alapítása, székhelye, feladatai
A jedik szerteágazó feladataik koordinálásra Tanácsot alapítottak. A Tanács Coruscant bolygón székelt, feladata az összes jedi irányítása volt. A Tanács feladata volt az egyes Jedik alkalmasságának megállapítása, valamint annak a politikának a meghatározása, hogy mikor avatkozhat be egy Jedi a galaxis problémáinak megoldásába.

## Központja
A Jeditanács Coruscant felszínén, egy spirális torony tetején tartja a gyűléseket. Ez olyan hely, amely tele van spirituális energiákkal. Itt döntik el, hogy melyik reménybeli Jedi kaphat kiképzést, és olyan döntéseket hoznak, amelyek az egész rendre vonatkoznak.

## Tagjai
A Jeditanács tizenkét tagja azoknak a nagy elméknek a gyülekezete, akik már bizonyították képességeiket a béke és igazságosság szolgálatában. A tanácstagok, akik biztosan bánnak az Erővel, önzés és féltékenység nélkül képesek együttműködni egymással. Tanácstermük a nyílt beszéd és együttgondolkodás, a kölcsönös megbecsülés birodalma, hiszen valamennyien azonos, nemes célokat tűztek maguk elé. 
A tanács magját öt jedi alkotja, akik egy életre elkötelezték magukat a legodaadóbb szolgálat mellett. Mellettük négy, hosszú időn át szolgáló jedi áll. Ők addig tagjai a Tanácsnak, amíg úgy nem döntenek, hogy visszavonulnak. Bizonyos kérdésekbe a három, meghívott vendégnek tekinthető tag is beleszólhat. Ennek a sajátos felállásnak köszönhetően a Tanács kiegyensúlyozottan és hatékonyan végzi munkáját. Felbomlása előtt a három legtekintélyesebb tagja: Yoda mester, Mace Windu és Ki-Adi-Mundi.

## Az utolsó Jeditanács tagjai
- Plo Koon
- Mace Windu
- Yoda
- Ki-Adi-Mundi
- Obi-Wan Kenobi
- Agen Kolar
- Anakin Skywalker
- Pablo-Jill
- Saesee Tiin
- Kit Fisto
- Stass Allie
- Shaak Ti

## Felbomlása
A Klónok háborújában Palpatine szenátor kiadja a Jedik elpusztítására vonatkozó 66-os parancsot. A Rend tagjainak pusztulásával a Tanács is felbomlik.